# Heinrich Moses
Heinrich Moses (* 3. Dezember 1852 in Mattersdorf (heute Mattersburg), Burgenland; † 29. Februar 1920 in Wien) war ein österreichischer Lehrer, Volkskundler, Sammler und Gründer des Städtischen Museums in Neunkirchen, Niederösterreich, der auch die Pseudonyme Heinrich Mose und Heinrich Moses nutzte.

## Leben und Werk
Heinrich Moses wuchs in ärmlichen Verhältnissen in der jüdischen Gemeinde Mattersdorf, einer der traditionsreichen „Heiligen Siebengemeinden“ (Schewa Kehilot) auf. Nach einer Ausbildung zum Volksschullehrer wurde er erst in Schottwien, danach in Edlach an der Rax, Pottschach und in Neunkirchen als Lehrer eingesetzt. In dieser Zeit begann er zu sammeln und Beiträge für die „Zeitschrift für österreichische Volkskunde“ zu verfassen und er war auch Mitglied im Verein für Volkskunde. Seine Tätigkeit machte ihn zu einem jener „Laien-Zuträger“ und „Lehrer-Sammler“, die lange Zeit die wichtigsten Stützen der frühen Sammlungstätigkeit des Vereins für Volkskunde gewesen sind. Wie Leopold Schmidt ausführte setzte mit Heinrich Moses, diesem „vorzüglichen Heimatsammler“, die „stärker örtlich betonte Sammelarbeit“ ein. Dadurch wurden jene regional zentrierten Bestände zusammengetragen, die dokumentenmäßig weitaus wichtiger sind, als die flächig-oberflächlichen anderen Kollektionen. Moses organisierte Veranstaltungen für den Verein und sammelte Exponate für das Volkskundemuseum in Wien, als auch für das niederösterreichische Landesmuseum, wo er zusammen mit dem Eggenburger Notar Eugen Frischauf und Franz Kiessling den Grundstock für die Trachtensammlung des Landesmuseums legte. Als Lokalhistoriker erarbeitete er die bislang einzige geschlossene historische Darstellung für die Stadt und den Bezirk Neunkirchen. 1910 organisierte er eine kulturgeschichtliche Ausstellung, deren Objekte die Grundlage für das kurz danach von ihm gegründete Neunkirchner Museum darstellten. 
Auf Grund zahlreicher antisemitischer Anfeindungen änderte Moses 1911 seinen Namen in Moser.
Moses war auch Mitbegründer der Israelitischen Kultusgemeinde Neunkirchen, deren Statuten der 1897 mit unterzeichnete, Matrikelführer der Gemeinde, Mitglied der „Chewra Kadischa“ und Vertrauensmann der zionistischen Partei in Neunkirchen.
Nach seiner Pensionierung zog Moses mit seiner Familie nach Wien, wo er 1920 im 67. Lebensjahr verstarb.